# Daugava
Daugava, Düna (tyska och svenska) eller Dyna (äldre svenskt namn) är en flod i Europa. Den är 1 020 kilometer lång och rinner från Valdajhöjderna (där även Volga har sin källa) i centrala europeiska Ryssland genom Belarus till mynningen i Rigabukten i Östersjön. De sista 357 kilometerna av floden flyter genom Lettland. Avrinningsområdet är 87 900 km². Medelvattenföringen vid mynningen är 678 m³/s.

## Benämningar
Floden rinner genom flera europeiska språk- och kulturområden och har därför många namn. På svenska användes tidigare det tyska namnet Düna ibland omskrivet till Dyna eller Västra Dvina från ryskan. På belarusiska och ryska heter floden Заходняя Дзьвіна, vilket transkriberas Zachodnjaja Dzvina eller Zahodniaja Dźvina respektive За́падная Двина́, Zapadnaja Dvina. Det betyder "Västergående Dvina" respektive "Västra Dvina". På polska och estniska heter den Dźwina respektive Väina. Daugava är numera den vanligaste benämningen i svensk facktext, medan Düna/Dyna används i historiska sammanhang, som Slaget vid Düna.

## Historik
Daugava utgjorde redan på vikingatiden den viktigaste handels- och transportvägen från Östersjön österut. Svenska vikingar började sin långa färd till Konstantinopel via floden. Under medeltiden seglade tyska och holländska köpmän (Hansan) på floden. Vid utgrävningar längs floden har arkeologerna funnit en stor mängd vikingatida föremål. Bland de vanligaste fynden är ringspännen och fragment efter sådana, armbandsfragment i mängder med vackra stämpeldekorer och även ett antal med guldförgyllning, fingerborgar, korsfragment som lär ha kommit från prydnadsnålar, hängen samt klippningar och hela arabiska silverdirhamer; ett mynt som vikingarna ofta använde sig av, eftersom man inte började prägla egna mynt förrän på sen vikingatid och in på medeltiden. Många dirhamer är daterade till 800-talet, så det lär ha varit ungefär då som floden användes som mest.
En del av Daugava var gränsflod mellan Sverige och Polen under tiden Livland var svenskt 1621–1721. Vid Daugavas södra strand, nära Riga, besegrade Karl XII den sachsiska armén i slaget vid Düna den 9 juli 1701.

## Vattenkraftverk
I Lettland finns tre vattenkraftverk (lettiska: hidroelektrostacija, förkortas som HES) med dammar i floden, vilka tillsammans producerar över hälften av Lettlands elbehov.
- Pļaviņu HES som ligger i Pļaviņas togs i drift år 1965 och är det största vattenkraftverket i Baltikum och det andra största i Europa.[1]
- Rīgas HES som ligger i Salaspils (just utanför Rigas stadsgräns) togs i drift år 1974 – det senast byggda vattenkraftverket i Daugava.[1]
- Ķeguma HES som ligger i Ķegums är det äldsta vattenkraftverket i Daugava. Det byggdes under Lettlands första självständighetsperiod och togs i drift år 1939. Under åren 1998–2001 renoverades och automatiserades kraftverket.[1]

Ett fjärde vattenkraftverk har planerats i Daugavpils men planerna har mött stark kritik, till exempel för den stora investeringen i relation till produktionen. Det finns också planer att bygga vattenkraftverk vid Daugava i Vitryssland.[källa behövs]

## Städer vid Daugava

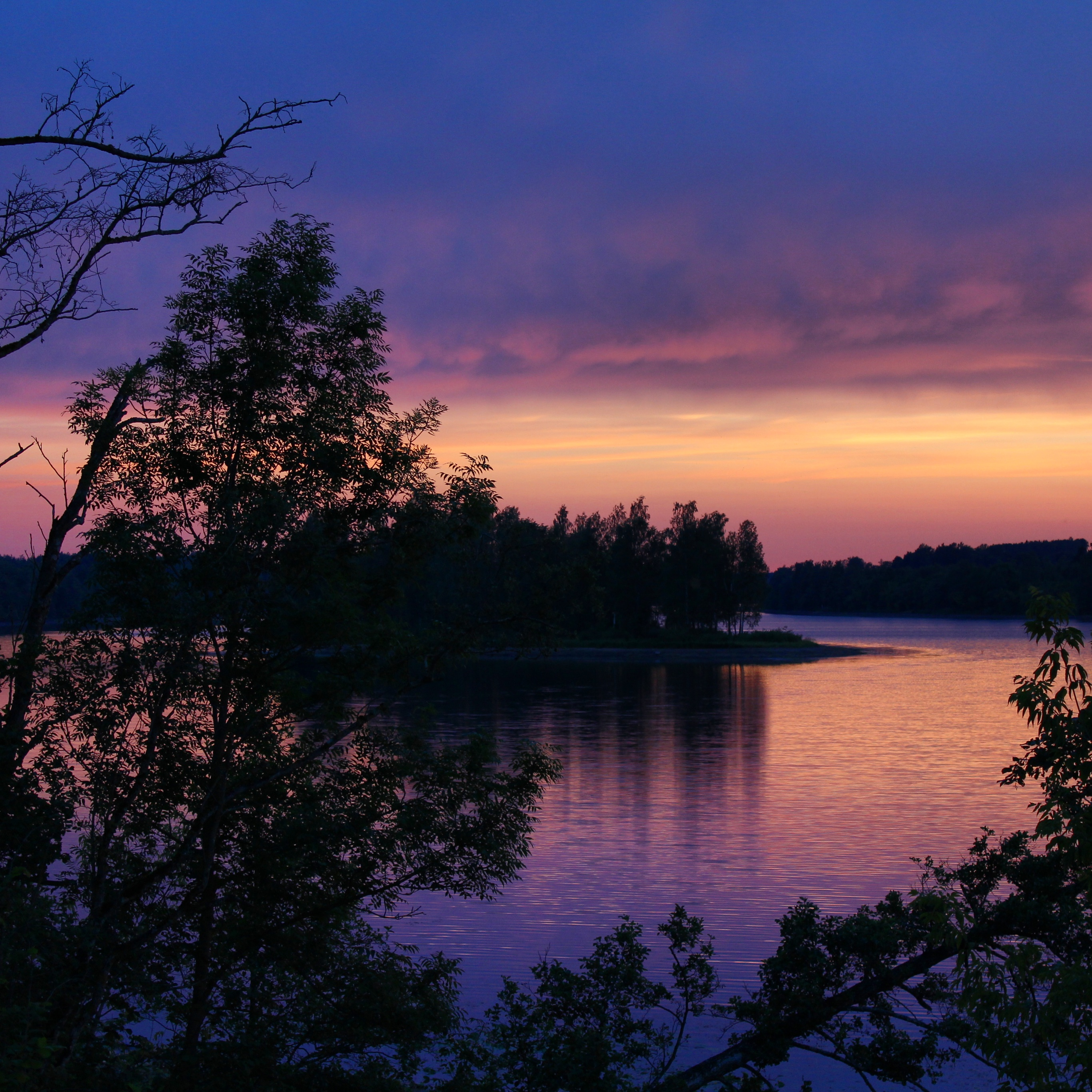
Solnedgång över Daugava utanför Jaunjelgava.

- Vitsebsk, Belarus
- Velizj, Ryssland
- Polotsk, Belarus
- Daugavpils, Lettland
- Jēkabpils, Lettland
- Aizkraukle, Lettland
- Jaunjelgava, Lettland
- Ogre, Lettland
- Salaspils, Lettland
- Riga, Lettland

## Rigas broar över Daugava

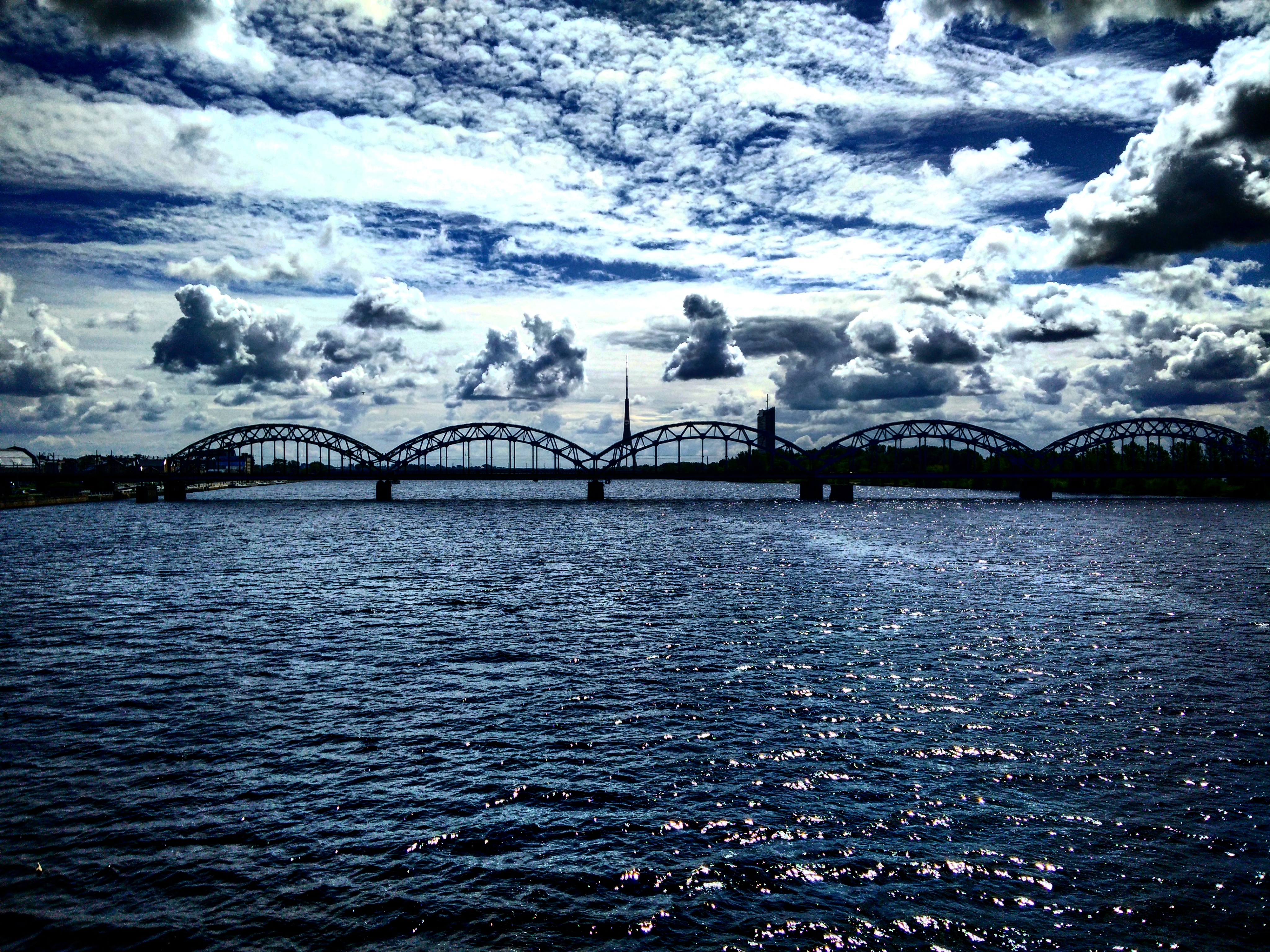
Järnvägsbron över Daugava i Riga.

- 1701: Karl XII byggde den första bron som korsar Daugava. Den använde rep som bundna till båtar och efter att bron använts i ett anfall lämnades bara strukturen kvar. Den förstördes år 1710 av den ryska armén.[3]
- 1714: En bro i Riga som består av en flotte byggs och tas isär 1 november för att förvaras under vintern så att den lätt kan byggas om varje vår just efter att isen har smält.[3]
- 1873: En järnvägsbro i Riga byggs i stål. Den används också av gående.[3]
- 1896: En pontonbro i Riga tillkommer. Dess bygge föreslogs redan år 1888 av stadsförvaltningen.[3]
- 1928: Järnvägsbron i Riga har reparerats klart efter att den förstördes år 1917.[3]
- 1940–1945: Broar sprängs och bombas under andra världskriget.
- 1945: En pontonbro i Riga anlades.[källa behövs]
- 1955: Stenbron (lettiska: Akmens tilts) i Riga invigdes
- 1976: Salu tilts i Riga ("Öbron") invigdes
- 1981: Vanšubron i Riga invigdes
- 2008: Södra bron (lettiska: Dienvidu tilts) i Riga invigdes.[4]